# Carlo Eugenio di Lorena, principe di Lambesc
Carlo Eugenio di Lorena, principe di Lambesc e duca di Elbeuf (Charles Eugene; Versailles, 25 settembre 1751 – Vienna, 2 novembre 1825), fu l'ultimo membro del casato di Guisa, un ramo cadetto del casato di Lorena. Era discendente di Renato II di Lorena, cugino dell'imperatore Francesco I. Fedele all'ancien régime per tutta la vita, fu tra gli emigrée che sostennero la restaurazione borbonica in Francia, combattendo dapprima come ufficiale nell'esercito francese e poi in quello austriaco.

## Biografia

### La famiglia e i primi anni
Nato il 25 settembre 1751, Carlo Eugenio era figlio di Luigi, principe di Brionne, e di sua moglie, la principessa Luisa di Rohan (1734-1815). Aveva i titoli di pari di Francia e principe di Lorena, nonché quello di principe di Lambesc. Attraverso sua sorella, Giuseppina, era zio di Carlo Emanuele di Savoia-Carignano, prozio del futuro re Carlo Alberto di Savoia.

### Il primo matrimonio

Anna Cetner, la prima moglie, in un ritratto di Pietro Labruzzi.

Si sposò due volte. In prime nozze, con la ricca nobildonna polacca Anna Cetner (1764-1814), il 20 maggio 1803. Era figlia di Ignacy Cetner, conte palatino di Bełz (1728-1800), e di sua moglie, la contessa Ludwika Potocka (1744-1800). La coppia non ebbe eredi.

### Il secondo matrimonio
Dopo la morte della prima moglie, si sposò il 23 gennaio 1816 con la nobildonna francese Victoire de Folliot de Crenneville (1766-1845), ex governante di Maria Luisa, ex imperatrice dei francesi. Era figlia del nobiluomo francese François Méderic Folliot de Crenneville (1735-1802) e di Anne Pierrette Charlotte du Poutet (1746-?), ed era già vedova del barone francese Charles de Poutet e del conte austriaco Franz de Paula Karl von Colloredo-Wallsee. Anche questa unione non produsse eredi, ed anzi la coppia divorziò nel 1817, ad appena un anno dalle nozze.

### La carriera militare

#### Al servizio della Francia

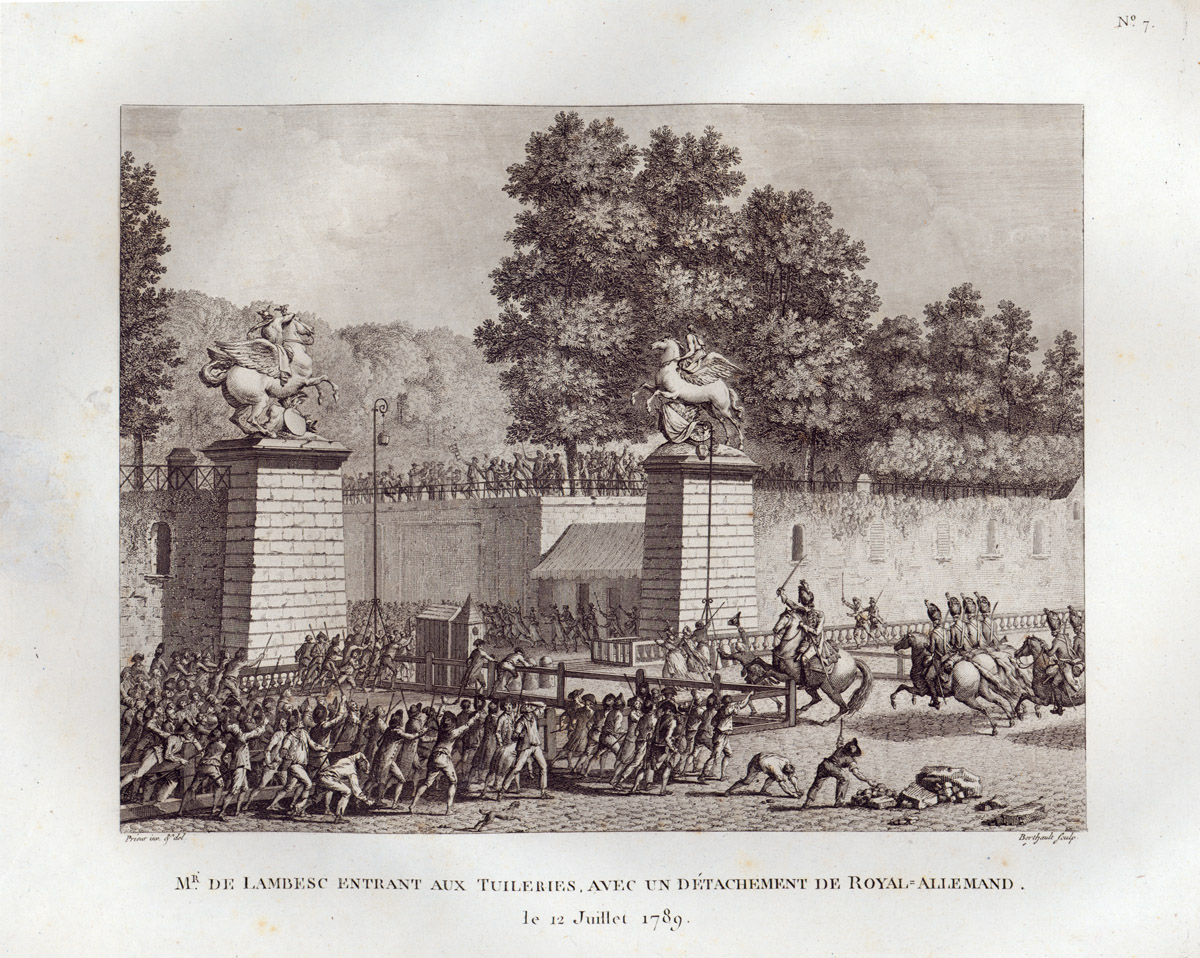
Carlo Eugenio a capo dei Dragons Allemand contro la folla degli insorti, 12 luglio 1789, Musée de la Révolution française.

I primogeniti della casata di Lorena-Lambesc erano per tradizione impiegati a corte col titolo di Gran Scudiero di Francia e prestavano regolarmente servizio nell'esercito francese. Un lontano cugino della regina Maria Antonietta, divenne colonnello proprietario del Régiment de Royal-Allemand (dragoni) nel 1778 e venne promosso poi al rango di maresciallo di campo nell'esercito francese il 9 marzo 1788. Ricevette la croce di commendatore dell'Ordine di San Luigi.
Nei primi giorni della rivoluzione francese, i suoi dragoni furono un elemento importante per la protezione della corte di Luigi XVI. Il 12 luglio 1789, fu lui a galoppare alla loro testa attraverso l'allora Place Louis XV, sin dentro i giardini delle Tuileries, per scontrarsi con la folla che aveva forzato i cancelli e si stava dirigendo verso il sovrano. Nel corso dell'attacco, molti furono i feriti e venne ritenuto l'unico responsabile di quanto accaduto, per quanto non gli venne formalizzata alcuna accusa. La regina Maria Antonietta continuò a sostenere l'innocenza del principe, perorando la sua causa anche di fronte all'imperatore Leopoldo.
Mentre in Francia la situazione del governo si faceva sempre più precaria, sul fronte opposto gli Asburgo stavano iniziando a mobilitare il proprio esercito e quelli dell'Europa intera contro gli insorti francesi. Per questo motivo, decise di lasciare la guida dei suoi dragons allemand e di seguire la causa borbonica con il fratello minore, Giuseppe, principe di Vaudémont, il quale già si era unito agli austriaci per contrastare la rivoluzione.

#### Al servizio degli Asburgo

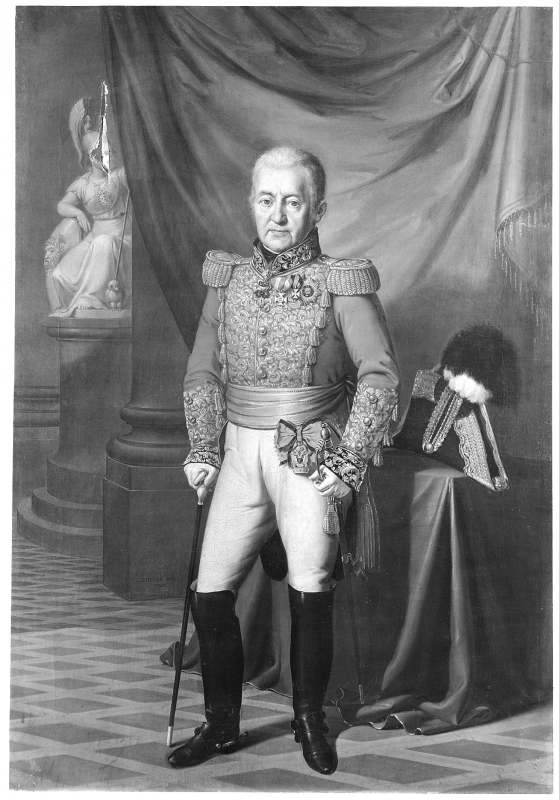
Ritratto a stampa del principe in uniforme da generale austriaco.

Il 18 giugno 1791, si trasferì a Vienna e venne nominato maggiore generale dell'esercito imperiale. Nell'ottobre di quello stesso anno, ottenne il comando di una brigata composta da volontari e dal 38º reggimento dragoni di stanza nelle Fiandre.
Alla battaglia di Tournai del 22 maggio 1794, caricò coi suoi cavalieri (circa 1000 uomini in tutto) la fanteria francese, battendo il nemico ed assicurandosi tre cannoni. Il 22 giugno 1794, venne nominato colonnello proprietario del 21º reggimento corazzieri in riconoscimento al valore dimostrato. Nella battaglia di Fleurus del 26 giugno 1794, venne incaricato a capo di quattro squadroni del 5º carabinieri Albert di salvare parte del reggimento di fanteria del maresciallo Kaunitz-Rietberg, che era stato circondato da tre reggimenti di cavalleria francesi. Sebbene le sue forze fossero più di cinque volte inferiori a quelle dei francesi, la sua azione colse questi ultimi di sorpresa: i francesi si sparpagliarono e questo diede modo a Kaunitz e ai suoi uomini di ritirarsi dal campo.
Il 4 marzo 1796, venne promosso al rango di feldmaresciallo luogotenente. Quello stesso anno, prestò servizio in Germania, sotto il comando del feldmaresciallo Wurmser, nell'Armata dell'Alto Reno, e l'11 maggio ottenne la croce di commendatore dell'Ordine militare di Maria Teresa. Combatté con distinzione nella battaglia di Amberg del 24 agosto e nella battaglia di Würzburg del 28 settembre, comandando una brigata di cavalleria.
Nel corso della guerra della seconda coalizione antifrancese, combatté in Svevia, nella battaglia di Engen. Dopo questa campagna, venne posto in Galizia come governatore generale. Il 3 dicembre 1806, venne promosso generale di cavalleria e, alcune settimane dopo, divenne capitano del 1º reggimento Arcièren della guardia a Vienna. Ottenne il Toson d'oro nel 1808.

### La restaurazione borbonica
Con la restaurazione dei Borboni in Francia nel 1815, gli vennero restituite tutte le sue dignità dinastiche, ma per via della sua impopolarità non tornò mai più in Francia. Luigi XVIII gli concesse nuovamente la parìa di Francia, col titolo di duca di Elbeuf, e lo nominò maresciallo di Francia. Morì all'età di 74 anni il 2 novembre 1825, a Vienna. Non avendo avuto figli, alla sua morte la sua linea si estinse.

## Ascendenza
|                                           |                                           |                                                                       | Genitori                                              |  |  | Nonni |  |  | Bisnonni                |  |  | Trisnonni               |  |
|                                           |                                           |                                                                       |                                                       |  |  |       |  |  | Henri, conte di Brionne |  |  | Louis, conte d'Armagnac |  |
|                                           |                                           |                                                                       |                                                       |  |  |       |  |  | Henri, conte di Brionne |  |  | Louis, conte d'Armagnac |  |
|                                           |                                           | Catherine de Neufville                                                |                                                       |  |  |       |  |  | Henri, conte di Brionne |  |  |                         |  |
| Louis, principe di Lambesc                |                                           |                                                                       |                                                       |  |  |       |  |  | Henri, conte di Brionne |  |  |                         |  |
|                                           |                                           | Marie-Madeleine d'Espinay                                             | Louis, marchese d'Espinay                             |  |  |       |  |  |                         |  |  |                         |  |
|                                           |                                           | Marie-Madeleine d'Espinay                                             | Louis, marchese d'Espinay                             |  |  |       |  |  |                         |  |  |                         |  |
|                                           |                                           | Marie-Madeleine d'Espinay                                             | Marie Françoise de Cousin                             |  |  |       |  |  |                         |  |  |                         |  |
| Louis-Charles, principe di Lambesc        |                                           | Marie-Madeleine d'Espinay                                             |                                                       |  |  |       |  |  |                         |  |  |                         |  |
|                                           |                                           | Jacques Henri II de Durfort, duca di Duras                            | Jacques Henri de Durfort, duca di Duras               |  |  |       |  |  |                         |  |  |                         |  |
|                                           |                                           | Jacques Henri II de Durfort, duca di Duras                            | Jacques Henri de Durfort, duca di Duras               |  |  |       |  |  |                         |  |  |                         |  |
|                                           |                                           | Jacques Henri II de Durfort, duca di Duras                            | Marguerite Félice de Lévis                            |  |  |       |  |  |                         |  |  |                         |  |
| Jeanne Henriette de Durfort               |                                           | Jacques Henri II de Durfort, duca di Duras                            |                                                       |  |  |       |  |  |                         |  |  |                         |  |
|                                           |                                           | Louise Madeleine Eschalard de La Marck, contessa di Braine e Serignan | Henri-Robert II Eschalard, conte di La Marck e Braine |  |  |       |  |  |                         |  |  |                         |  |
|                                           |                                           | Louise Madeleine Eschalard de La Marck, contessa di Braine e Serignan | Henri-Robert II Eschalard, conte di La Marck e Braine |  |  |       |  |  |                         |  |  |                         |  |
|                                           |                                           | Louise Madeleine Eschalard de La Marck, contessa di Braine e Serignan | Jeanne de Saveuse-Bouquainville                       |  |  |       |  |  |                         |  |  |                         |  |
| Charles-Eugène, principe di Lambesc       |                                           | Louise Madeleine Eschalard de La Marck, contessa di Braine e Serignan |                                                       |  |  |       |  |  |                         |  |  |                         |  |
|                                           | Charles III de Rohan, principe di Guéméné | Charles II de Rohan, principe di Guéméné                              |                                                       |  |  |       |  |  |                         |  |  |                         |  |
|                                           | Charles III de Rohan, principe di Guéméné | Charles II de Rohan, principe di Guéméné                              |                                                       |  |  |       |  |  |                         |  |  |                         |  |
|                                           | Charles III de Rohan, principe di Guéméné | Jeanne-Armande de Schomberg                                           |                                                       |  |  |       |  |  |                         |  |  |                         |  |
| Charles de Rohan, principe di Rochefort   | Charles III de Rohan, principe di Guéméné |                                                                       |                                                       |  |  |       |  |  |                         |  |  |                         |  |
|                                           |                                           | Charlotte-Élisabeth de Cochefilet                                     | Charles de Cochefilet de Vaucelas, conte di Vauvineux |  |  |       |  |  |                         |  |  |                         |  |
|                                           |                                           | Charlotte-Élisabeth de Cochefilet                                     | Charles de Cochefilet de Vaucelas, conte di Vauvineux |  |  |       |  |  |                         |  |  |                         |  |
|                                           |                                           | Charlotte-Élisabeth de Cochefilet                                     | Françoise-Angélique Aubéry                            |  |  |       |  |  |                         |  |  |                         |  |
| Louise-Julie-Constance de Rohan-Rochefort |                                           | Charlotte-Élisabeth de Cochefilet                                     |                                                       |  |  |       |  |  |                         |  |  |                         |  |
|                                           |                                           | Eugène Marie de Béthisy, marchese di Mézières                         | Charles de Béthisy                                    |  |  |       |  |  |                         |  |  |                         |  |
|                                           |                                           | Eugène Marie de Béthisy, marchese di Mézières                         | Charles de Béthisy                                    |  |  |       |  |  |                         |  |  |                         |  |
|                                           |                                           | Eugène Marie de Béthisy, marchese di Mézières                         | Anne de Perdrier                                      |  |  |       |  |  |                         |  |  |                         |  |
| Éléonore-Eugénie de Béthisy de Mézières   |                                           | Eugène Marie de Béthisy, marchese di Mézières                         |                                                       |  |  |       |  |  |                         |  |  |                         |  |
|                                           |                                           | Eléonore Oglethorpe                                                   | Theophilus Oglethorpe                                 |  |  |       |  |  |                         |  |  |                         |  |
|                                           |                                           | Eléonore Oglethorpe                                                   | Theophilus Oglethorpe                                 |  |  |       |  |  |                         |  |  |                         |  |
|                                           |                                           | Eléonore Oglethorpe                                                   | Eleanor Wall                                          |  |  |       |  |  |                         |  |  |                         |  |
|                                           |                                           | Eléonore Oglethorpe                                                   |                                                       |  |  |       |  |  |                         |  |  |                         |  |

## Araldica
| Image | Stemma                                                                                 |
| ----- | -------------------------------------------------------------------------------------- |
| \| \| | Carlo Eugenio di Lorena Principe di Lambesc, Duca d'Elbeuf, Grande Scudiero di Francia |
|       |                                                                                        |